# György Guczoghy
György Guczoghy (Budapest, Hungría, 3 de marzo de 1962) es un gimnasta artístico húngaro, especialista en la prueba de caballo con arcos con la que ha logrado ser subcampeón mundial en 1983.

## 1980
En los JJ. OO. de Moscú consigue el bronce en el concurso por equipos, tras la Unión Soviética y Alemania del Este, siendo sus compañeros: Ferenc Donáth, Zoltán Kelemen, Péter Kovács, Zoltán Magyar y István Vámos.

## 1983
En el Mundial de Budapest 1983 gana la plata en caballo con arcos, tras el soviético Dmitry Bilozerchev y empatado con el chino Li Xiaoping.